# Nuoto ai campionati mondiali di nuoto 2007 - Staffetta 4x100 metri stile libero maschile
La gara di nuoto della staffetta 4x100 metri stile libero maschile dei campionati mondiali di nuoto 2007 è stata disputata il 25 marzo 2007 presso la Rod Laver Arena di Melbourne.
Accreditate all'evento 35 squadre, ma hanno partecipato solo in 34: le prime dodici classificate si sarebbero qualificate ai giochi olimpici di Pechino 2008.

## Podio
| Posizione | Nazione     | Atlete                                                                   |
| --------- | ----------- | ------------------------------------------------------------------------ |
| Oro       | Stati Uniti | Michael Phelps Neil Walker Cullen Jones Jason Lezak                      |
| Argento   | Italia      | Massimiliano Rosolino Alessandro Calvi Christian Galenda Filippo Magnini |
| Bronzo    | Francia     | Fabien Gilot Frédérick Bousquet Julien Sicot Alain Bernard               |

## Risultati

### Batterie
| Pos | Nazione       | Nuotatori | Tempo   | Note      |
| --- | ------------- | --- | ------- | --------- |
| 1   | Italia        | Lorenzo Vismara, Christian Galenda, Alessandro Calvi, Filippo Magnini                                                | 3:15.83 | Q Olympic |
| 2   | Svezia        | Petter Stymne, Stefan Nystrand, Christoffer Wikström, Marcus Piehl                                                   | 3:16.16 | Q Olympic |
| 3   | USA           | Garrett Weber-Gale, Ben Wildman-Tobriner, Cullen Jones, Neil Walker                                                  | 3:16.43 | Q Olympic |
| 4   | Australia     | Eamon Sullivan, Michael Klim, Patrick Murphy, Kenrick Monk                                                           | 3:16.46 | Q Olympic |
| 5   | Francia       | Fabien Gilot, Grégory Mallet, Julien Sicot, Amaury Leveaux                                                           | 3:16.51 | Q Olympic |
| 6   | Canada        | Rick Say, Matt Rose, Joel Greenshields, Brent Hayden                                                                 | 3:17.38 | Q Olympic |
| 7   | Brasile       | César Cielo Filho, Nicolas Oliveira, Eduardo Deboni, Rodrigo Castro                                                  | 3:18.00 | Q Olympic |
| 8   | Sudafrica     | Ryk Neethling, Lyndon Ferns, Gerhard Zandberg, Jean Basson                                                           | 3:18.15 | Q Olympic |
|     |               | |         |           |
| 9   | Regno Unito   | Chris Cozens, Simon Burnett, Ross Davenport, Ben Hockin                                                              | 3:18.96 | Olympic   |
| 10  | Germania      | Jens Schreiber, Michael Schubert, Jens Thiele, Lars Conrad                                                           | 3:19.00 | Olympic   |
| 11  | Svizzera      | Dominik Meichtry, Karel Nový, Alessandro Gaffuri, Flori Lang                                                         | 3:19.22 | Olympic   |
| 12  | Giappone      | Takamitsu Kojima, Makoto Ito, Hiroaki Yamamoto, Daisuke Hosokawa                                                     | 3:19.70 | Olympic   |
| 13  | Croazia       | Bruno Barbic, Mario Todorovic, Mario Delač, Igor Čerenšek                                                            | 3:20.53 |           |
| 14  | Venezuela     | Luis Rojas, Octavio Alesi, Crox Acuña, Albert Subirats                                                               | 3:21.21 |           |
| 15  | Cina          | HUANG Shaohua, CAI Li, LU Zhiwu, CHEN Zuo                                                                            | 3:21.26 |           |
| 16  | Nuova Zelanda | Cameron Gibson, Robert Voss, Mark Herring, Michael Jack                                                              | 3:21.73 |           |
| 17  | Uruguay       | Paul Kutscher, Gabriel Melconian, Francisco Picasso, Martín Kutscher                                                 | 3:22.13 |           |
| 18  | Kazakistan    | Stanislav Kuzmin, Alaxandr Sklyar, Vitaliy Khan, Vyacheslav Titarenko                                                | 3:23.11 |           |
| 19  | India         | Ankur Poseria, Arjun Muralidharan, Sandeep Nagar Anthal, Virdhawal Khade                                             | 3:32.51 |           |
| 20  | Kenya         | Jason Dunford, David Dunford, Rama Vyombo, Amar Shah                                                                 | 3:32.60 |           |
| 21  | Indonesia     | Brian Howard Ho, Albert Cristiadi Sutanto, Felix Cristiadi Sutanto, Andy Wibowo                                      | 3:34.26 |           |
| 22  | Isole Vergini | Keiran Locke, Morgan Locke, Kevin Hensley, Josh Laban                                                                | 3:34.92 |           |
| 23  | Perù          | Nikola Ustadvich, Jose Emmanuel Crescimbeni, Oscar Jahnsen, Sebastian Jahnsen                                        | 3:35.63 |           |
| 24  | Macao         | Wing Cheung Victor Wong, Wui Chon Cheong, Kin Wa Cheong, Hong Name Lei                                               | 3:46.10 |           |
| 25  | Guam          | Carlos Shimizu, Celestino Aguon, Hernan Bonsembiante, Christopher Duenas                                             | 3:50.46 |           |
| 26  | Guyana        | Onan Thom, Niall Roberts, Jamaal Sobers, Yannick Roberts                                                             | 3:55.87 |           |
| 27  | Thailandia    | Suriya Suksuphak, Radomyos Matjiur, Arwut Chinnapasaen, Tharnawat Thanakornworakiart                                 | 3:56.05 |           |
| 28  | Mongolia      | Batchuluun Mendbayar, Battushig Enkhtaivan, Butekhuils Boldbaatar, Tamir Andrei                                      | 3:56.81 |           |
| 29  | Lesotho       | Thabiso Baholo (1:22.22), Lehlohonolo Moromella (1:34.45), Boipelo Makhothi (1:18.30), Seele Benjamin Ntai (1:27.99) | 5:42.96 |           |
| --  | Nigeria       | | DNS     |           |
| --  | Uzbekistan    | Ravil Nachaev, Sergey Tsoy, Petr Romashkin, Danil Bugakov                                                            | DQ      |           |
| --  | Russia        | Andrey Grechin, Andrey Kapralov, Sergey Fesikov, Evgeny Lagunov                                                      | DQ      |           |
| --  | Lituania      | Rolandas Gimbutis, Saulius Binevičius, Paulius Viktoravicius, Vytautas Janušaitis                                    | DQ      |           |
| --  | Singapore     | Shirong Jeffrey Su, Quee Lim Ernest Teo, Bing Ming Thum, Russell Ong                                                 | DQ      |           |
| --  | Ucraina       | Andriy Serdinov, Oleksandr Tsepukh, Oleksandr Isakov, Yuriy Yegoshin                                                 | DQ      |           |

### Finale
| Pos | Nazione   | Nuotatori                                                                                                   | Tempo   | Note |
| --- | --------- | --- | ------- | ---- |
| 1   | USA       | Michael Phelps (48.42), Neil Walker (48.31), Cullen Jones (48.67), Jason Lezak (47.32)                      | 3:12.72 | CR   |
| 2   | Italia    | Massimiliano Rosolino (49.35), Alessandro Calvi (49.06), Christian Galenda (48.45), Filippo Magnini (47.18) | 3:14.04 |      |
| 3   | Francia   | Fabien Gilot (49.18), Frédérick Bousquet (48.48), Julien Sicot (48.84), Alain Bernard (48.18)               | 3:14.68 |      |
| 4   | Sudafrica | Ryk Neethling (49.17), Lyndon Ferns (48.46), Gerhard Zandberg (49.16), Roland Schoeman (47.98)              | 3:14.77 |      |
| 5   | Australia | Eamon Sullivan (48.88), Ashley Callus (48.86), Andrew Lauterstein (49.17), Kenrick Monk (48.98)             | 3:15.89 |      |
| 6   | Svezia    | Petter Stymne (49.78), Stefan Nystrand (48.17), Lars Frölander (48.71), Christoffer Wikström (49.43)        | 3:16.09 |      |
| 7   | Canada    | Brent Hayden (48.55), Matt Rose (49.42), Rick Say (48.88), Joel Greenshields (50.06)                        | 3:16.91 |      |
| 8   | Brasile   | César Cielo Filho (48.63), Nicolas Oliveira (48.82), Rodrigo Castro (49.45), Thiago Pereira (50.13)         | 3:17.03 | SA   |